# Голямо-Градиште
Голямо-Градиште (болг. Голямо Градище) — село в Болгарии. Находится в Тырговиштской области, входит в общину Опака. Население составляет 1038 человек (2022).

## Политическая ситуация
В местном кметстве Голямо-Градиште, в состав которого входит Голямо-Градиште, должность кмета (старосты) исполняет Сейфедин Сабри Ибрям (Движение за права и свободы (ДПС)) по результатам выборов.
Кмет (мэр) общины Опака — Лютфи Реянов Рюстемов Движение за права и свободы (ДПС)) по результатам выборов.